# Shenzhen CFC Changfu Centre
El Shenzhen CFC Changfu Centre es un rascacielos ubicado en la ciudad de Shenzhen, en China. Fue propuesto en 2008, y su construcción del edificio comenzó oficialmente en 2011. En 2014 se terminó la estructura del rascacielos, y se inauguró en 2016. Con una altura de 304 metros es el quinto rascacielos más alto de la ciudad, después del Kingkey 100, el Shun Hing Square, el Hon Kwok City Center y el East Pacific Center.